# Бухалансе
Бухалансе (ісп. Bujalance) — муніципалітет в Іспанії, у складі автономної спільноти Андалусія, у провінції Кордова. Населення — 7910 осіб (2010).
Муніципалітет розташований на відстані близько 290 км на південь від Мадрида, 34 км на схід від Кордови.
На території муніципалітету розташовані такі населені пункти: (дані про населення за 2010 рік)
- Бухалансе: 7783 особи
- Ла-Крус: 3 особи
- Дееса-де-Потрос: 0 осіб
- Лос-Леонес: 2 особи
- Марія-Апарісіо: 1 особа
- Моренте: 121 особа

## Демографія
Динаміка населення (INE ):

## Галерея зображень

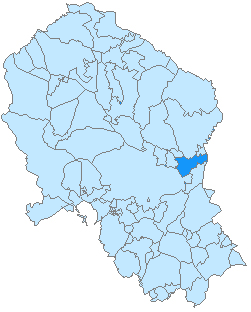
Розташування муніципалітету у провінції Кордова
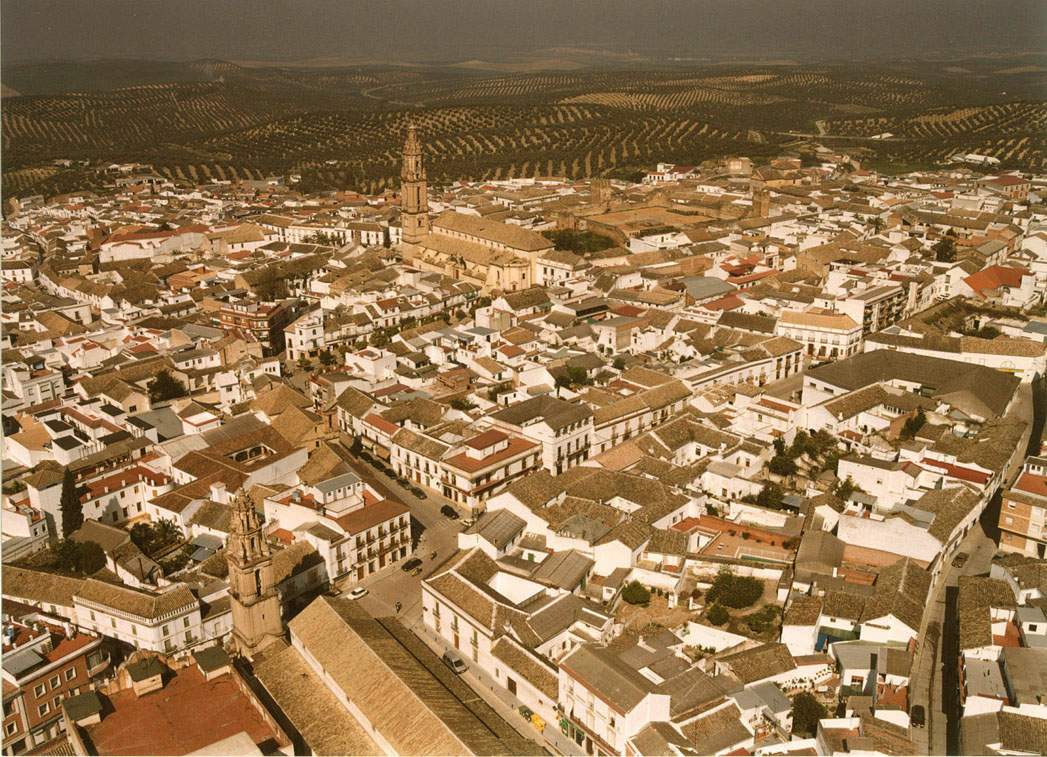
Бухалансе, історична частина міста
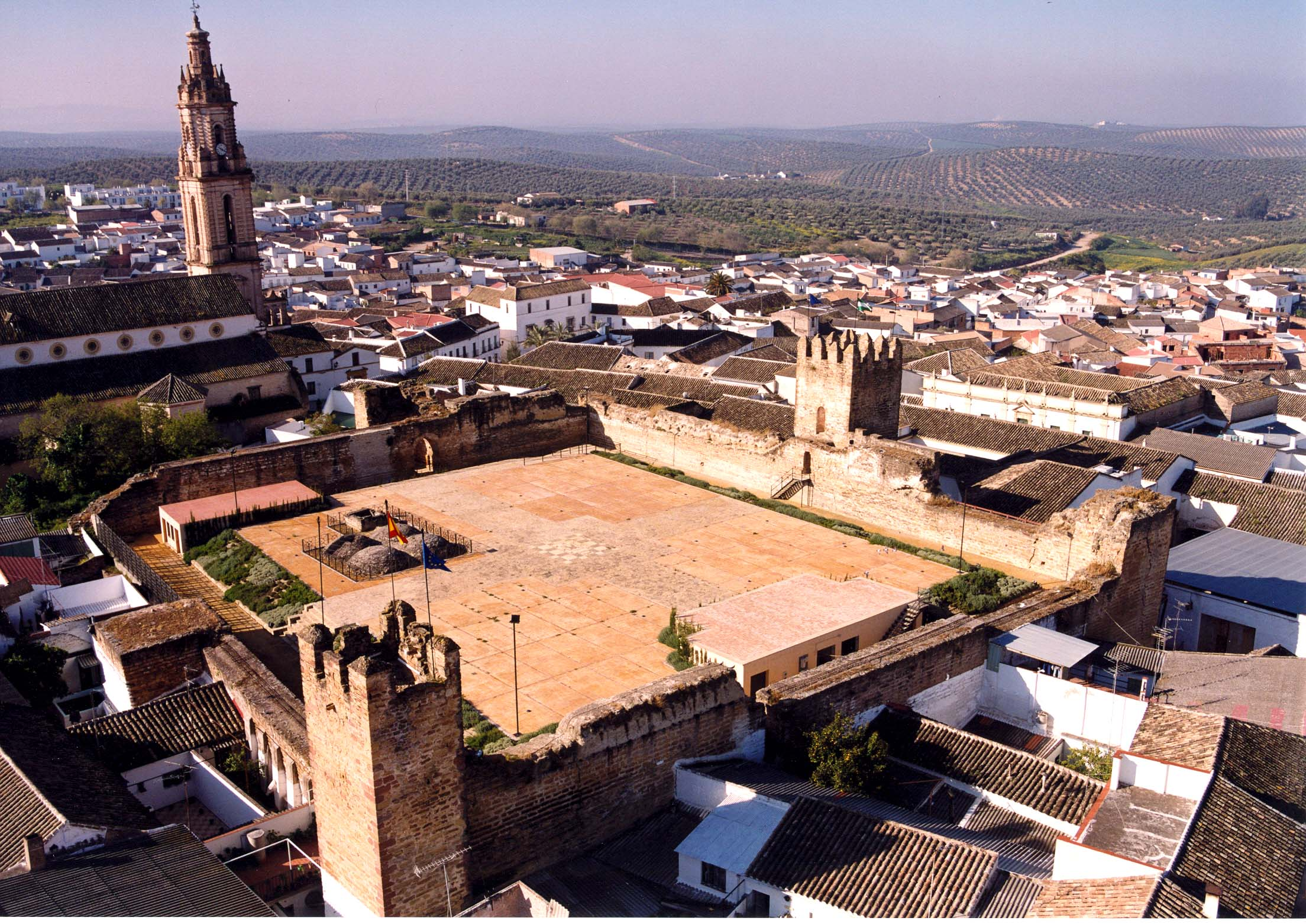
Замок Бухалансе